# Gaspar Campos
Pour les articles homonymes, voir Campos.
Gaspar Campos, né le 27 mars 2000 à Gijón en Espagne, est un footballeur espagnol qui évolue actuellement au poste d'ailier gauche au Sporting Gijón.

## Biographie

### En club
Né à Gijón en Espagne, Gaspar Campos est formé par le club de sa ville natale, le Sporting Gijón. Il commence sa carrière alors que le club évolue en deuxième division espagnole et joue son premier match le 25 juin 2020 face au Rayo Vallecano, en championnat. Il est titularisé lors de cette rencontre où les deux équipes se neutralisent (1-1).
Il inscrit ses deux premiers buts en professionnel le 25 novembre 2020, lors d'une rencontre de championnat face au CE Sabadell. Il entre en jeu et son équipe s'impose par trois buts à un,.
Le 11 mars 2021, Campos prolonge son contrat avec Gijón jusqu'en juin 2025.
Le 18 août 2022, Gaspar Campos est prêté pour une saison au Burgos CF.
Campos retourne au Sporting Gijón à la fin de son prêt au Burgos CF. Le 7 octobre 2023 il se fait remarquer en réalisant un doublé face au Racing de Santander, en championnat, mais ne permet pas à son équipe de s'imposer (défaite 3-2 du Sporting).

### En sélection
En octobre 2021, Gaspar Campos est appelé pour la première fois avec l'équipe d'Espagne espoirs pour remplacer Bryan Gil, ce dernier étant appelé par Luis Enrique avec les A. Il joue son premier match avec les espoirs le 12 octobre 2021 face à l'Irlande du Nord. Il est titularisé et son équipe l'emporte par trois buts à zéro.